# Cyclopinodes barentsiana
Cyclopinodes barentsiana är en kräftdjursart som beskrevs av Lindberg 1952. Cyclopinodes barentsiana ingår i släktet Cyclopinodes och familjen Cyclopinidae. Inga underarter finns listade i Catalogue of Life.